# رناته ۵۷۵

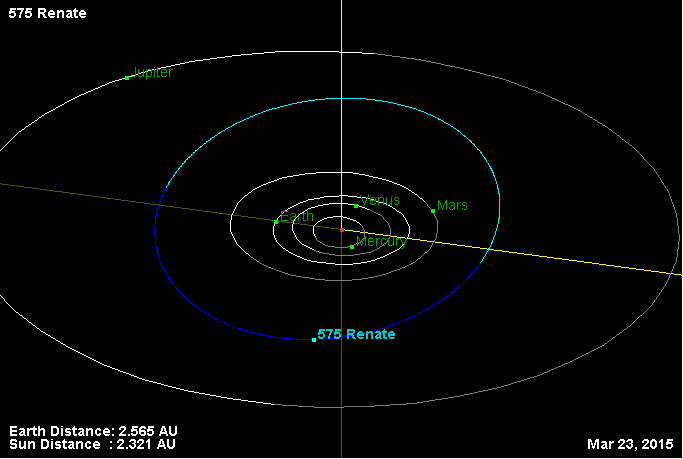
نمایی از مدار سیارک ۵۷۵ در انستیتو تکنولوژی کالیفورنیا

سیارک ۵۷۵ (به انگلیسی: 575 Renate، نامگذاری:1905RE) پانصد و هفتاد و پنجمین سیارک کشف شده‌است که در ۱۹ سپتامبر ۱۹۰۵ و در هایدلبرگ کشف شد.
قدر مطلق سیارک برابر ۱۰٫۹۰ است.